# 코이산 제어
코이산 제어(영어: Khoisan languages, Khoesan languages)는 조지프 그린버그가 분류한 아프리카의 어족 중 하나로, 오늘날에는 계통적 관계가 없는 임의의 분류로 본다. 코이산 제어에는 세 개의 어족과 두 개의 고립어가 속한다.
코이산 제어로 분류되는 세 어족은 모두 남아프리카의 토착 언어로, 코이코이인과 산족(구칭 부시맨)이 사용한다. 코이어족은 반투어군의 확장 이전에 남아프리카로 이주한 것으로 보인다. 동아프리카의 산다웨어와 하자어는 코이산 제어로 분류되지만, 이 언어들의 화자는 민족학적으로 코이코이인도 산족도 아니다.
반투어군의 확장 이전에, 코이산 제어 및 그와 유사한 언어들은 남아프리카와 동아프리카 전역에 퍼져 있었을 것이다. 현재는 주로 나미비아와 보츠와나에 걸친 칼라하리 사막과 탄자니아 중부의 동아프리카 지구대에만 분포한다.
코이산 제어 중의 대다수는 사멸 위기 언어이고, 일부는 사멸 예정 언어 또는 사멸한 언어이다. 대부분 기록 또한 되지 않았다. 유일하게 널리 쓰이는 코이산어는 나미비아의 코에코에어(나마어)로, 약 25만 명의 화자가 있다. 그 뒤를 4~8만 명이 사용하는 탄자니아의 산다웨어가 따르지만 단일 언어 화자는 일부에 불과하다. 칼라하리 사막 북부의 퉁어는 16000명 정도가 사용한다. 2만 명의 화자가 있는 나로어도 사용이 활발한데, 절반 가량이 제2언어 화자이다.
코이산 제어는 음소 체계에 흡착음을 사용한다는 점이 유명하다. !이나 ǂ 등의 기호로 표기하는 흡착음은 다양각색의 자음이라고 할 수 있는데, 혀가 두 가지 부분적으로 독립된 조음 위치에서 작용하기 때문이다. 이 사실로 인해 세계에서 자음 음소의 수가 가장 많은 언어가 코이산 제어에 속한다. 준총아어는 48개의 흡착음과 비슷한 수의 비흡착 자음, 소음성 및 인두음화된 모음, 그리고 네 개의 성조가 있다. 통어와 툐앙어의 음소 체계는 훨씬 더 복잡하다.

## 비교
앤서니 트레일은 코이산 제어가 극도로 다양하다는 점을 지적했다. 흡착음을 사용한다는 공통점 말고는 각 언어가 서로 극명히 다르다. 트레일은 이러한 언어학적 다양성을 보여주는 자료를 아래 표와 같이 제시했다. 앞의 두 열은 코이산 제어의 두 고립어인 산다웨어와 하자어의 단어들이다. 나머지 세 열은 각각 코에어족, 카어족, 투어족의 언어들이다.
|          | 산다웨어 | 하자어       | 코에어  | 주어   | 통어   |
| -------- | -------- | ------------ | ------- | ------ | ------ |
| '사람'   | ǀnomese  | ʼúnù         | khoe    | ʒú     | tâa    |
| '남자'   | ǀnomese  | ɬeme         | kʼákhoe | ǃhõá   | tâa á̰a |
| '아이'   | ǁnoό     | waʼa         | ǀūá     | dama   | ʘàa    |
| '귀'     | kéké     | ɦatʃʼapitʃʼi | ǂée     | ǀhúí   | ǂnùhã  |
| '눈'     | ǀgweé    | ʼákhwa       | ǂxái    | ǀgàʼá  | ǃʼûĩ   |
| '타조'   | saʼútà   | kénàngu      | ǀgáro   | dsùú   | qûje   |
| '기린'   | tsʼámasu | tsʼókwàna    | ǃnábe   | ǂoah   | ǁqhūũ  |
| '들소'   | ǀeu      | nákʼóma      | ǀâo     | ǀàò    | ǀqhái  |
| '듣다'   | khéʼé    | ǁnáʼe        | kúm     | tsʼàʼá | tá̰a    |
| '마시다' | tsʼee    | fá           | kxʼâa   | tʃìi   | kxʼāhã |

## 언어
코이산 제어에는 다음의 두 고립어가 속한다.
- 하자어
- 산다웨어

아래는 코이산 제어로 묶이는 세 어족이다.

### 코에어족
코에어족은 코이산 제어 가운데 가장 수가 많고 다양한 어족으로, 7개의 언어가 현존하며 25만 명 이상이 사용한다. 콰디어의 자료는 많지 않으나, 대명사와 일부 기초 어휘에 대해 코에콰디조어가 재구된 바 있다.
- ?코에콰디어족
  - 콰디어 (사어)
  - 코에어족
    - 코에코에어
      - 나마어
      - 에이니 방언 (사어)
      - 남코에코에어족
        - 코라나어
        - 시리어

    - 츄크웨어족
      - 동츄크웨어족 (동칼리하리어족)
        - 슈아어
        - 초아어

      - 서츄크웨어족 (서칼리하리어족]]
        - 크웨어
        - 나로어
        - 가나어

### 투어족
투어족은 후술할 카어족과 유형론적으로 매우 유사하지만, 계통적으로 관련이 있다고 증명되지는 않았다. (지역적 특성을 공유하는 것일 수 있다)
- 투어족
  - 타어족
    - 타어
    - 저지 노소브어

  - ǃ크위어족
    - 은ǁ응어
    - ǀ캄어
    - ǂ웅쿠에어 (A dialect cluster. Extinct.)
    - ǁ케그위어

### 카어족
카어족은 2010년에 계통이 증명된 다소 먼 관계의 언어들이다.
- 카어족
  - ǂʼ암코이어
  - ǃ쿵어